# 史蒂芬·歐斯戴
史蒂芬·歐斯戴（Stefan Alexander Bo Olsdal，1974年3月31日—）出生在瑞典的哥特堡，是貝斯手，吉他手，所屬的另類搖滾樂隊為百憂解，同時也是Hotel Persona的電子音樂、DJ及remix樂手。